# SpongeBob SquarePants (comédie musicale)
SpongeBob SquarePants: The Broadway Musical (initialement intitulé The SpongeBob Musical) est une comédie musicale, co-conçue et mise en scène par Tina Landau avec des chansons de divers artistes et un livret de Kyle Jarrow. Il est basé sur la série télévisée d'animation de Nickelodeon Bob l'éponge et a fait sa première mondiale en juin 2016 au James M. Nederlander Theatre à Chicago,. Après un mois d'aperçus, la comédie musicale s'est ouverte à Broadway au Palace Theatre en décembre 2017.
Le spectacle a été produit par Nickelodeon, The Araca Group, Sony Music Masterworks et Kelp on the Road.
La comédie musicale a été acclamée par la critique. Avec douze nominations aux Tony Awards, il a égalé avec Mean Girls pour la production la plus nommée à la 72e cérémonie des Tony Awards en 2018. Le spectacle s'est terminé au Palace Theatre le 16 septembre 2018 après 29 avant-premières et 327 représentations régulières. Une tournée nord-américaine s'est ouverte le 22 septembre 2019 au Proctors Theatre de Schenectady, New York. Le 7 décembre 2019, Nickelodeon a diffusé une émission spéciale de télévision mettant en vedette des membres de la distribution originale de Broadway,.

## Développement
Le 16 janvier 2014, le chanteur principal des Flaming Lips, Wayne Coyne, a déclaré sur Twitter qu'il écrivait les paroles d'une comédie musicale en développement sur Bob l'éponge. Les annonces officielles à propos du spectacle ont été faites pour la première fois le 25 février 2015. La présentation initiale comprenait une performance du numéro d'ouverture de la comédie musicale, Bikini Bottom Day. Le 26 février, la directrice des opérations de Nickelodeon, Sarah Kirshbaum Levy, a dit à l'Associated Press que le spectacle n'était "pas définitif".
En août 2015, Nickelodeon annonce que le spectacle serait présenté à Chicago avant d'être joué à Broadway à la fin de 2016. Son metteur en scène, l'auteur du livret et plusieurs des musiciens impliqués ont également été annoncés. La liste complète des acteurs a été publiée en avril 2016. Les répétitions pour les débuts de la production à Chicago ont commencé le 11 avril à New York. Tout au long du début de 2016, les cadres de Nickelodeon ont rencontré les propriétaires de théâtre de Broadway pour organiser sa première de Broadway.
Fin mai 2016, des répétitions techniques pour le spectacle ont eu lieu. Le spectacle a ouvert le 7 juin 2016 au James M. Nederlander Theatre à Chicago avant d'ouvrir sur Broadway le 4 décembre 2017 au Palace Theatre.

## Synopsis

### Pré-spectacle
Patchy the Pirate, le fan numéro un de Bob l'éponge, est assis sur la scène après que le public a pris place. Il révèle qu'il a voyagé depuis Encino, en Californie, pour assister à la comédie musicale. Deux gardes de sécurité disent à Patchy de partir, alors que le spectacle est sur le point de commencer. Il se fait expulser alors que Patchy prétend qu'il est victime de discrimination des pirates et chante un chant de protestation. L'un des gardes s'excuse, puis dit au public d'apprécier le spectacle. 

### Acte I
Bob l'éponge se réveille et accueille la journée avec son escargot de mer, Gary (Bikini Bottom Day). Il accueille divers amis dans sa ville natale de Bikini Bottom - y compris son meilleur ami Patrick, son voisin Carlo et son ami Sandy - alors qu'il se rend au restaurant Crabe Croustillant. Au travail, son patron M. Krabs dit à sa fille Pearl qu'elle gérera un jour le restaurant. Avec Pearl indifférente, SpongeBob fait allusion à son désir de devenir le manager. M. Krabs se moque de l'idée, disant à Bob qu'il n'est "qu'une simple éponge" (Bikini Bottom Day (Reprise 1)). Puis, un violent tremblement secoue soudainement toute la ville.
Un reportage révèle que le tremblement a été causé par le mont Humongous voisin, un volcan qui va bientôt éclater, plongeant la ville dans la panique (No Control). Bob réjouit un Patrick bouleversé en réitérant qu'ils sont les meilleurs amis pour toujours (BFF). Avec la ville en panique face à la catastrophe imminente, les méchants mariés Plankton et Karen essaient de convaincre les citoyens d'entrer dans une capsule d'évasion qui assurera leur sécurité - une dissimulation de leur plan secret pour hypnotiser les citoyens dans la capsule pour qu'ils aiment le plat qu'ils servent dans leur restaurant, le Chum Bucket (When the Going Gets Tough). Les habitants de la ville, sans le savoir, soutiennent cette idée et décident d'organiser un concert de musique de dernière minute pour collecter suffisamment d'argent pour construire la capsule. L'idée de Carlo de son one-man show est immédiatement arrêtée. Au lieu de cela, Pearl suggère que le célèbre groupe de rock, les Electric Skates, joue au concert. Tout le monde est d'accord et Carlo est nommé responsable de l'événement. Malgré les demandes de Sandy selon lesquelles la science pourrait les aider à résoudre le problème, les habitants de la ville l'ignorent parce qu'elle est un mammifère terrestre.
Bob L'Éponge, cependant, est contre l'idée de quitter la ville et pense que les citoyens devraient sauver Bikini Bottom. Bob repense aux paroles de M. Krabs plus tôt et se demande s'il pourrait sauver la ville ((Just a) Simple Sponge). Il demande l'aide de Patrick et Sandy. M. Krabs voit la catastrophe à venir comme une occasion de gagner de l'argent, en organisant une "vente d'apocalypse". Pearl s'inquiète de l'avidité de son père, estimant qu'elle éclipse ses soins pour elle (Daddy Knows Best).
Pendant ce temps, Bob convainc Patrick et Sandy de faire équipe, d'escalader le volcan et de l'empêcher de faire éruption avec un appareil à bulles que Sandy construira. Les amis sont déterminés à réussir (Hero Is My Middle Name). Avant de commencer leur plan, un groupe de sardines cultistes apparaît. Ils ont trouvé la sagesse dans les pensées de Patrick lors de la réunion de la ville et décident de faire de lui leur nouveau chef (Super Star Sea Savior). Patrick aime l'idée et décide de se retirer du plan de Bob l'éponge afin qu'il puisse se prélasser dans la gloire de soi. Bob et Patrick se disputent et mettent fin à leur statut de "BFF". Après le départ de Patrick, Sandy rappelle à Bob que tout va bien se passer. La société entière révèle ses pensées et ses sentiments personnels sur la catastrophe imminente (Tomorrow Is).

### Acte II
Patchy se faufile à nouveau sur scène, disant au public que les pirates sont persécutés par d'autres à cause de stéréotypes (Poor Pirates), soutenus par une chanson par un groupe de pirates qu'il a découvert lors du premier acte de la série, errant dans un bar. La sécurité du théâtre intervient à nouveau pour chasser Patchy alors qu'il hurle qu'il reviendra.
Bob se réveille et accueille un nouveau jour - le jour où le volcan devrait éclater (Bikini Bottom Day (Reprise 2)). Bikini Bottom est tombé dans l'anarchie et le chaos : le maire a employé une dictature sur le peuple et une foule en colère a commencé à traquer Sandy, pensant que sa science est la cause de l'éruption imminente du volcan. Sandy se cache de la foule et montre à Bob l'ingénieux dispositif à bulles, l'Eruptor Interrupter. Ils prévoient de le jeter à l'intérieur du volcan et de sauver la ville.
De retour à Bikini Bottom, Plankton craint que Sandy et Bob réussissent à gravir la montagne et à sauver la ville, mais Karen lui dit qu'elle a trouvé son fabricant d'avalanches. Elle dit qu'ils peuvent l'utiliser pour créer une avalanche à laquelle Bob et Sandy ne survivront pas. Les Electric Skates arrivent enfin (Bikini Bottom Boogie). Carlo demande s'il peut jouer avec eux en première partie. Le groupe ne le permettra que si Carlo achète tous les articles d'une longue liste de courses. Pendant ce temps, Bob et Sandy remontent le volcan avec beaucoup de difficulté. Sandy essaie de leur remonter le moral en leur rappelant ce qu'ils ont appris en cours de karaté sur le fait de ne jamais abandonner (Chop to the Top). Bob l'éponge ne peut s'empêcher de penser que Patrick lui manque et souhaite qu'il soit là pour les aider. 
Carlo obtient tous les objets sauf un sur la liste des Electric Skates, donc le groupe refuse de le laisser jouer malgré ses appels, le qualifiant de "looser". Leur utilisation de ce mot amène Carlo - constamment appelé ainsi depuis son enfance - à riposter au groupe avec colère. Le groupe quitte la scène, laissant Carlo seul ; il insiste sur le fait qu'il n'est pas un perdant et interprète une chanson avec un numéro de claquettes et un chœur de secours, mais redevient déprimé quand il se rend compte que tout était dans son imagination (I'm Not a Loser). Cependant, en raison de la disparition du groupe, il n'y a pas de concert ni de capsule d'évasion. Pearl suggère à M. Krabs de remettre son argent pour construire la nacelle d'évacuation, mais même cela ne suffit pas pour faire face au prix et les habitants de la ville commencent à paniquer et à se battre violemment. De retour sur la montagne, Plankton et Karen utilisent le fabricant d'avalanche pour provoquer une avalanche, faisant tomber Bob de la montagne. Patrick arrive et le sauve avec un jetpack inventé par Sandy, et les deux réaffirment leur amitié et suivent Sandy jusqu'au sommet de la montagne. Lorsqu'ils atteignent le sommet, ni Sandy ni Patrick ne parviennent à atteindre le rebord où ils doivent jeter l'appareil. Ils se tournent vers Bob l'éponge, qui doute de ses compétences ((Just a) Simple Sponge (Reprise)). Ils lui rappellent qu'il est le seul à pouvoir se faufiler dans des zones restreintes et que son optimisme les a conduits jusqu'ici. Avec une nouvelle détermination, Bob jette l'Eruptor Interrupter. Ils découvrent bientôt le chaos à Bikini Bottom, et ils se parachutent immédiatement vers la ville pour empêcher les combats de s'aggraver. 
SpongeBob essaie de calmer tout le monde (Best Day Ever). Quand vient le temps de l'éruption du volcan, tout le monde se prépare à sa mort potentielle. Le temps passe sans éruption et des bulles tombent d'en haut, signalant que l'Eruptor Interrupter a fonctionné. Avec Bikini Bottom sauvé, tout le monde s'excuse pour son comportement, alors que Plankton et Karen se disputent et révèlent accidentellement leur complot secret. M. Krabs décide d'avoir un jour Bob comme directeur du Crabe Croustillant. Tout le monde décide alors de fêter en organisant un nouveau concert dirigé par Pearl et Carlo, à sa grande joie, car Sandy est maintenant accueillie de nouveau par les citoyens de Bikini Bottom. Patchy descend d'en haut sur une corde, ayant finalement réussi à se faufiler dans le spectacle. Il oblige le casting à accepter à contrecœur de le laisser faire partie du final alors que les habitants de la ville accueillent le nouveau jour (Bikini Bottom Day (Reprise 3)). Le casting interprète une dernière chanson (SpongeBob SquarePants Theme Song).

## Numéros musicaux
| Acte I - Bikini Bottom Day de Jonathan Coulton – Bob, Patrick, Carlo, Sandy, Mr. Krabs, Plankton, Karen & Company - Bikini Bottom Day (reprise) de Coulton – Bob - No Control de David Bowie & Brian Eno – Perch Perkins, Bob, Mr. Krabs, Pearl, Carlo, Patrick, Sandy, Plankton, Karen & Company - "BFF de Plain White T's – Bob & Patrick - When the Going Gets Tough de T.I. – Plankton, Karen, Bob & Company - (Just a) Simple Sponge de Panic! at the Disco – Bob & Ensemble - Daddy Knows Best de Alex Ebert – Mr. Krabs & Pearl - Hero Is My Middle Name de Cyndi Lauper & Rob Hyman – Bob, Patrick & Sandy - Super Sea Star Savior de Yolanda Adams – Patrick & Sardines - Tomorrow Is de The Flaming Lips – Sandy, Bob, Carlo, Mr. Krabs, Plankton, Karen & Company | Acte II - Poor Pirates de Sara Bareilles – Patchy & Pirates - Bikini Bottom Day (reprise II) de Coulton – Bob - Bikini Bottom Boogie de Steven Tyler & Joe Perry – The Electric Skates, Pearl & Company - Chop to the Top de Lady A – Sandy & Bob - (I Guess I) Miss You de John Legend – Patrick & Bob - I'm Not a Loser de They Might Be Giants – Carlo & Company - (Just a) Simple Sponge (reprise) de Panic! at the Disco – Bob - Best Day Ever de Andy Paley & Tom Kenny – Bob & Company - Bikini Bottom Day (reprise III) de Coulton – Bob & Company - SpongeBob SquarePants Theme Song de Derek Drymon, Mark Harrison, Stephen Hillenburg & Blaise Smith – Bob & Company |

1. [18] Coupé de la diffusion originale de l'émission spéciale TV
2. [19] Coupé des diffusions abrégées de l'émission spéciale TV

## Productions
SpongeBob SquarePants a ouvert ses portes au James M. Nederlander Theatre, à Chicago le 19 juin 2016,. La comédie musicale a commencé les aperçus à Broadway au Palace Theatre le 6 novembre 2017 et a ouvert le 4 décembre 2017 avec une chorégraphie de Christopher Gattelli, supervision musicale par Tom Kitt, direction musicale par Julie McBride, conception scénique et costumes par David Zinn, conception d'éclairage par Kevin Adams, conception de la projection par Peter Nigrini, conception sonore par Walter Trarbach et conception des cheveux et des perruques par Charles G. LaPointe. La comédie musicale a fermé le 16 septembre 2018, après 327 représentations régulières, sans récupérer son coût de 18 millions de dollars. Selon ses producteurs, la série de Broadway de SpongeBob SquarePants a été interrompue en raison de la rénovation du Palace Theatre, bien que le New York Times ait noté que la performance financière de la comédie musicale avait également été décevante,.
Une tournée nord-américaine a débuté le 22 septembre 2019 à Schenectady, New York, au Proctors Theatre,,. Il a été annoncé plus tard que le reste de la tournée avait été annulé à cause de la pandémie de Covid-19, qui a forcé les théâtres à fermer.
Le 17 octobre 2019, Nickelodeon a annoncé qu'il diffuserait une émission spéciale télévisée de l'émission intitulée The SpongeBob Musical: Live On Stage!, filmé devant un public en direct et mettant en vedette des membres de la distribution originale de Broadway tels que Ethan Slater, Danny Skinner et Gavin Lee. Le 19 novembre 2019, il a été annoncé que Tom Kenny reprendrait son rôle en tant que Patchy le Pirate pour la spéciale et qu'elle serait diffusée le 7 décembre 2019.

## Récompenses et nominations

### Production originale de Broadway
| Année | Récompense                                                   | Catégorie | Nomination | Résultat   |
| ----- | ------------------------------------------------------------ | --- | --- | ---------- |
| 2018  | Outer Critics Circle Awards                                  | Outstanding New Broadway Musical | Outstanding New Broadway Musical | Lauréat    |
| 2018  | Outer Critics Circle Awards                                  | Outstanding Book of a Musical (Broadway or Off-Broadway) | Kyle Jarrow | Nomination |
| 2018  | Outer Critics Circle Awards                                  | Outstanding New Score (Broadway or Off-Broadway) | Yolanda Adams, Steven Tyler, Joe Perry, Sara Bareilles, Jonathan Coulton, Alex Ebert, The Flaming Lips, Lady A, Cyndi Lauper, Rob Hyman, John Legend, Panic! At the Disco, Plain White T's, They Might Be Giants, T.I., Domani, Lil' C, David Bowie, Brian Eno, Andy Paley, Tom Kenny, Derek Drymon, Mark Harrison, Stephen Hillenburg, Blaise Smith & Tom Kitt | Lauréat    |
| 2018  | Outer Critics Circle Awards                                  | Outstanding Director of a Musical | Tina Landau | Lauréat1   |
| 2018  | Outer Critics Circle Awards                                  | Outstanding Actor in a Musical | Ethan Slater | Lauréat    |
| 2018  | Outer Critics Circle Awards                                  | Outstanding Featured Actor in a Musical | Gavin Lee | Nomination |
| 2018  | Outer Critics Circle Awards                                  | Outstanding Choreographer | Christopher Gattelli | Nomination |
| 2018  | Outer Critics Circle Awards                                  | Outstanding Set Design (Play or Musical) | David Zinn | Nomination |
| 2018  | Outer Critics Circle Awards                                  | Outstanding Costume Design (Play or Musical) | David Zinn | Nomination |
| 2018  | Outer Critics Circle Awards                                  | Outstanding Lighting Design (Play or Musical) | Kevin Adams | Nomination |
| 2018  | Outer Critics Circle Awards                                  | Outstanding Orchestrations | Tom Kitt | Nomination |
| 2018  | Drama League Awards                                          | Outstanding Production of a Broadway or Off-Broadway Musical | Outstanding Production of a Broadway or Off-Broadway Musical | Nomination |
| 2018  | Drama Desk Awards                                            | | |            |
| 2018  | Outstanding Musical                                          | Outstanding Musical | Lauréat |            |
| 2018  | Outstanding Actor in a Musical                               | Ethan Slater | Lauréat |            |
| 2018  | Outstanding Featured Actor in a Musical                      | Gavin Lee | Lauréat |            |
| 2018  | Outstanding Director of a Musical                            | Tina Landau | Lauréat |            |
| 2018  | Outstanding Choreography                                     | Christopher Gattelli | Nomination |            |
| 2018  | Outstanding Book of a Musical                                | Kyle Jarrow | Nomination |            |
| 2018  | Outstanding Orchestrations                                   | Tom Kitt | Nomination |            |
| 2018  | Outstanding Set Design for a Musical                         | David Zinn | Lauréat |            |
| 2018  | Outstanding Costume Design for a Musical                     | David Zinn | Nomination |            |
| 2018  | Outstanding Projection Design                                | Peter Nigrini | Nomination |            |
| 2018  | Outstanding Wig and Hair                                     | Charles G. LaPointe | Lauréat |            |
| 2018  | Chita Rivera Awards for Dance and Choreography               | Outstanding Choreography in a Broadway Show | Christopher Gattelli | Nomination |
| 2018  | Chita Rivera Awards for Dance and Choreography               | Outstanding Ensemble in a Broadway Show | Outstanding Ensemble in a Broadway Show | Nomination |
| 2018  | Chita Rivera Awards for Dance and Choreography               | Outstanding Male Dancer in a Broadway Show | Gavin Lee | Nomination |
| 2018  | Tony Awards                                                  | | |            |
| 2018  | Best Musical                                                 | Best Musical | Nomination |            |
| 2018  | Best Performance by an Actor in a Leading Role in a Musical  | Ethan Slater | Nomination |            |
| 2018  | Best Performance by an Actor in a Featured Role in a Musical | Gavin Lee | Nomination |            |
| 2018  | Best Book of a Musical                                       | Kyle Jarrow | Nomination |            |
| 2018  | Best Original Score                                          | Yolanda Adams, Steven Tyler, Joe Perry, Sara Bareilles, Jonathan Coulton, Alex Ebert, Edward Sharpe, The Flaming Lips, Lady Antebellum, Cyndi Lauper, Rob Hyman, John Legend, Panic! at the Disco, Plain White T's, They Might Be Giants, T.I., Domani & Lil' C | Nomination |            |
| 2018  | Best Direction of a Musical                                  | Tina Landau | Nomination |            |
| 2018  | Best Orchestrations                                          | Tom Kitt | Nomination |            |
| 2018  | Best Choreography                                            | Christopher Gattelli | Nomination |            |
| 2018  | Best Sound Design of a Musical                               | Walter Trarbach and Mike Dobson | Nomination |            |
| 2018  | Best Scenic Design of a Musical                              | David Zinn | Lauréat |            |
| 2018  | Best Costume Design of a Musical                             | David Zinn | Nomination |            |
| 2018  | Best Lighting Design of a Musical                            | Kevin Adams | Nomination |            |
| 2018  | Theatre World Award                                          | Theatre World Award | Ethan Slater | Lauréat    |

1égalité avec Bartlett Sher pour My Fair Lady.